# 目黒川信号場

大崎付近概略図

目黒川信号場（めぐろがわしんごうじょう）は、東京都品川区にあった、日本国有鉄道山手貨物線・東海道本線（通称品鶴線）の信号場である。電報略号は、メカ。
設備自体はそのまま存在しているが、現在は大崎駅構内の扱いである。正式な信号場ではないが運転上重要な設備であるため、ダイヤグラム（列車運行図表）や運転士が携帯する行路表には現在でも信号場と同様に記載されている。

## 歴史
- 1929年（昭和4年）8月21日：品鶴線の開通時に開設[1]。
- 1965年（昭和40年）7月：廃止、大崎駅構内に併合[1]。

## 構造
品川駅より大崎駅・西大井駅方向に約1.3 kmの地点にある。
成田エクスプレスの新宿・八王子方面行きなどが走行する山手貨物線と、横須賀線・成田エクスプレスの横浜・大船方面行きなどの列車が走行する品鶴線が分岐する。
山手貨物線・品鶴線（横須賀線）ともに複線であるが、本設備は平面交差で分岐しているため、品川→大崎方向の列車と西大井→品川方向の列車は互いに運転を支障する（同時通行不可）。

## 周辺
- 本設備の分岐直前に上目黒川橋梁が架かっており、目黒川および山手通りを跨いでいる。

## 隣の施設
東日本旅客鉄道（JR東日本）
山手線（山手貨物線）・（新宿方面発着成田エクスプレス）
品川駅 - 旧・目黒川信号場 - 大崎駅（旅客用ホームはなし）
東海道本線（品鶴線）・（横須賀線）・（横浜方面発着成田エクスプレス）
品川駅 - 旧・目黒川信号場 - （旧・蛇窪信号場） - 西大井駅